# Mouriri cearensis
Mouriri cearensis är en tvåhjärtbladig växtart som beskrevs av Huber. Mouriri cearensis ingår i släktet Mouriri och familjen Melastomataceae. Utöver nominatformen finns också underarten M. c. carajasica.